# Agathis (dierengeslacht)
Agathis is een geslacht van vliesvleugeligen uit de familie van de schildwespen (Braconidae). De wetenschappelijke naam van het geslacht werd voor het eerst geldig gepubliceerd in 1804 door Pierre André Latreille.

## Soorten
- Agathis achterbergi
- Agathis aequoreticulata
- Agathis albitarsis
- Agathis albolineata
- Agathis alvarengai
- Agathis amboinensis
- Agathis amoena
- Agathis anceps
- Agathis anglica
- Agathis areolaris
- Agathis areolata
- Agathis arida
- Agathis assimilis
- Agathis asteris
- Agathis asternaula
- Agathis astioles
- Agathis berkei
- Agathis bischoffi
- Agathis brevigenis
- Agathis brevis
- Agathis breviseta
- Agathis budha
- Agathis burmensis
- Agathis cama
- Agathis capensis
- Agathis carinata
- Agathis championi
- Agathis citrinisoma
- Agathis confertipunctata
- Agathis conformis
- Agathis coryphe
- Agathis costata
- Agathis coxalicus
- Agathis coxalis
- Agathis curvabilis
- Agathis cylasovora
- Agathis cymocles
- Agathis debilis
- Agathis dichroptera
- Agathis discolorides
- Agathis distincta
- Agathis dravida
- Agathis duplicata
- Agathis dzhulphensis
- Agathis erythrogastra
- Agathis erythrothorax
- Agathis extinctor
- Agathis ferrugator
- Agathis ferulae
- Agathis fischeri
- Agathis flaccistriata
- Agathis flaccisulcata
- Agathis flava
- Agathis flavipennis
- Agathis fulmeki
- Agathis fuscipennis
- Agathis genalis
- Agathis gibbosa
- Agathis glaucoptera
- Agathis glyphodis
- Agathis gracilenta
- Agathis gracilipes
- Agathis gracilis
- Agathis griseifrons
- Agathis gussakovskyi
- Agathis guyanensis
- Agathis hawaiicola
- Agathis haywardi
- Agathis hemirufa
- Agathis hubeiensis
- Agathis hyalinis
- Agathis icarus
- Agathis indica
- Agathis inedia
- Agathis insularica
- Agathis juvenilis
- Agathis kerzhneri
- Agathis kozlovi
- Agathis kumatai
- Agathis laevis
- Agathis laevithorax
- Agathis latisulcata
- Agathis levis
- Agathis longiabdominalis
- Agathis longipalpa
- Agathis lugubris
- Agathis luteotegula
- Agathis luzonica
- Agathis maetoi
- Agathis malayensis
- Agathis malvacearum
- Agathis mandarina
- Agathis masoni
- Agathis matangensis
- Agathis medinai
- Agathis melanopleura
- Agathis melanotegula
- Agathis melpomene
- Agathis miocenica
- Agathis mongolica
- Agathis mongolorum
- Agathis montana
- Agathis montivaga
- Agathis nachitshevanica
- Agathis nasicornis
- Agathis nepalensis
- Agathis nigra
- Agathis orchestidis
- Agathis ornaticeps
- Agathis ornaticornis
- Agathis pappei
- Agathis pedias
- Agathis peronata
- Agathis persephone
- Agathis philippinensis
- Agathis polita
- Agathis pubescens
- Agathis pumila
- Agathis punctatosulcata
- Agathis punctatovertex
- Agathis purgator
- Agathis pygmaea
- Agathis quadrangularis
- Agathis rostrata
- Agathis rubens
- Agathis rubricata
- Agathis rubripes
- Agathis rubriventris
- Agathis rufipalpis
- Agathis sabahensis
- Agathis saxatilis
- Agathis sculpturata
- Agathis semiaciculata
- Agathis seminigra
- Agathis shennongjiaca
- Agathis shiva
- Agathis sibiricana
- Agathis smithii
- Agathis syngenesiae
- Agathis taeniativentris
- Agathis tatarica
- Agathis taurica
- Agathis tautirae
- Agathis thompsoni
- Agathis tibialis
- Agathis tibiator
- Agathis townesi
- Agathis trailii
- Agathis transcaucasica
- Agathis transtriata
- Agathis trifasciata
- Agathis turanica
- Agathis umbellatarum
- Agathis unicincta
- Agathis unicolor
- Agathis variegata
- Agathis varipes
- Agathis velata
- Agathis verae
- Agathis virendrai
- Agathis watanabei
- Agathis yui
- Agathis zaisanica